# جورج كيربي (ممثل)
جورج كيربي (بالإنجليزية: George Kirby)‏ هو ممثل أمريكي، ولد في 8 يونيو 1923 بشيكاغو في الولايات المتحدة، وتوفي في 30 سبتمبر 1995 في الولايات المتحدة، دُفن في مقبرة ملكة السماء.

## وصلات خارجية
- جورج كيربي على موقع IMDb (الإنجليزية)
- جورج كيربي على موقع أول موفي (الإنجليزية)
- جورج كيربي على موقع قاعدة بيانات برودواي على الإنترنت (الإنجليزية)
- جورج كيربي على موقع قاعدة بيانات الأفلام السويدية (السويدية)
- جورج كيربي على موقع قاعدة بيانات الفيلم (الإنجليزية)
- جورج كيربي على موقع كينوبويسك (الروسية)